# 歯学

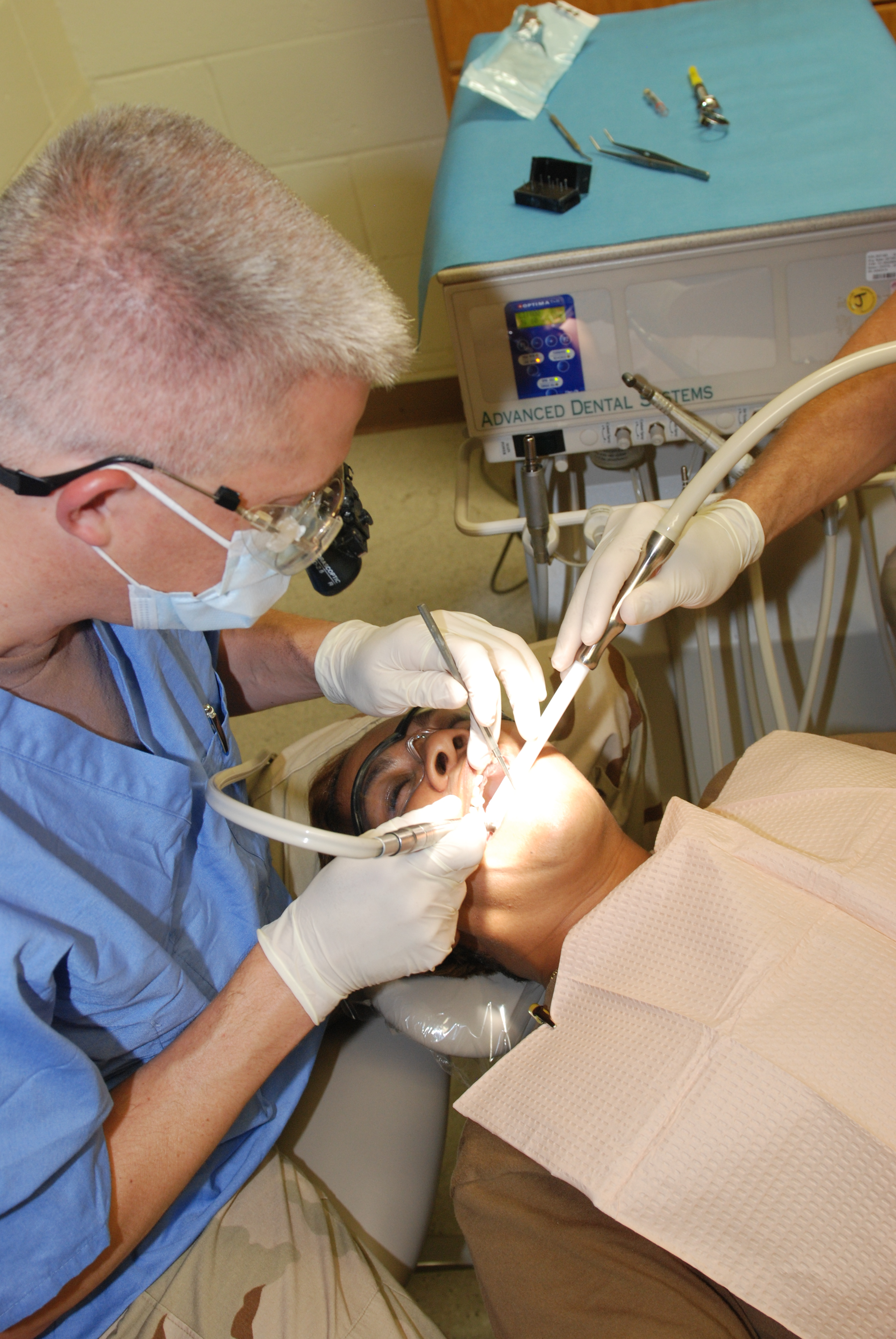
歯科医による治療

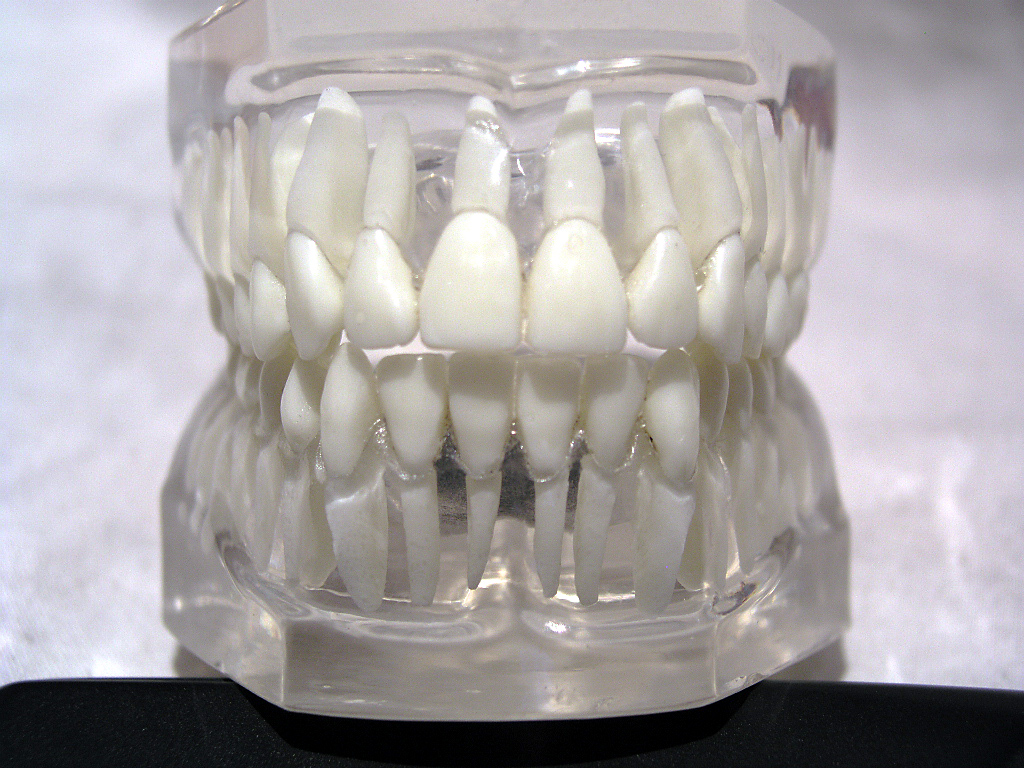
歯の模型

歯学（しがく、英: dentistry）は、口腔顎顔面領域に関する外傷や疾患の性状、原因についての知識を蓄積、その予防、診断、治療の方法を開発する学問である。歯科学・歯科医学（しかがく・しかいがく、英: dental medicine）とも呼ばれる。
日本においては、明治時代に医学より独立しているが、それまでは口中科として医学の一分科であった。口腔科医師として口腔医学（こうくういがく、英: oral medicine）や医学（口腔科学・こうくうかがく）に包括されている国も中国・台湾や欧米諸国など存在する。
歯科治療は、歯科医と歯科助手（歯科助手、歯科衛生士、歯科テクニシャン、歯科療法士）で構成されることが多い、歯科チームによって実施される。ほとんどの歯科医は、歯科診療所（プライマリケア）、歯科病院、または施設（刑務所、軍隊基地など）で働いている。

## 歯科治療

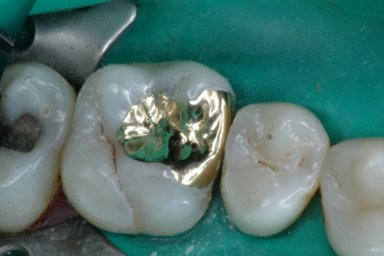
金のインレーによる補綴

歯科においては、一般的に口腔に関連する診療が含まれる 。世界保健機関によれば、口腔関連疾患は世界において発生率および有病率が高く、公衆衛生に関する主要な問題であり、社会的に不利な社会経済グループは、他よりもより多くの影響を受けている。
歯科治療の大部分は、う蝕（虫歯）と歯周病（歯肉疾患または歯槽膿漏）という、最も一般的な二大口腔疾患を予防および治療するために実施される。一般的な治療には、歯の修復（歯科補綴）、抜歯または外科的除去、スケーリングとルートプレーニング、歯内療法的根管治療、審美歯科がある。
一般的な歯学教育により、歯科医は修復（詰め物、クラウン、ブリッジ）、補綴（入れ歯）、歯内治療（根管治療）、歯周（歯肉）治療、抜歯などの歯科治療の大部分と、検査、X線写真、診断を行うことができる。歯科医はまた、抗生物質、鎮静剤、その他患者管理に使用するあらゆる薬物を処方することができる。免許委員会によっては、一般歯科医が鎮静や歯科インプラントなどを行うためには、追加トレーニングの修了を求められる場合がある。
歯科医はまた、適切な衛生管理と、年2回以上の定期的検診（専門家によるクリーニングと検査を行う）を通しての、口腔疾患の予防を推奨している。口腔内の感染や炎症は、健康全般に影響を与え、口腔内の状態は、骨粗鬆症、糖尿病、セリアック病、癌などの全身疾患を引き起こす場合もある。多くの研究により、歯周病は糖尿病、心臓病、早産リスク上昇と関連していることも明らかとなっている。口腔の健康が全身の健康や疾病に影響を与えるという概念は、「オーラル・システミック・ヘルス」と呼ばれている。

## 歯学教育

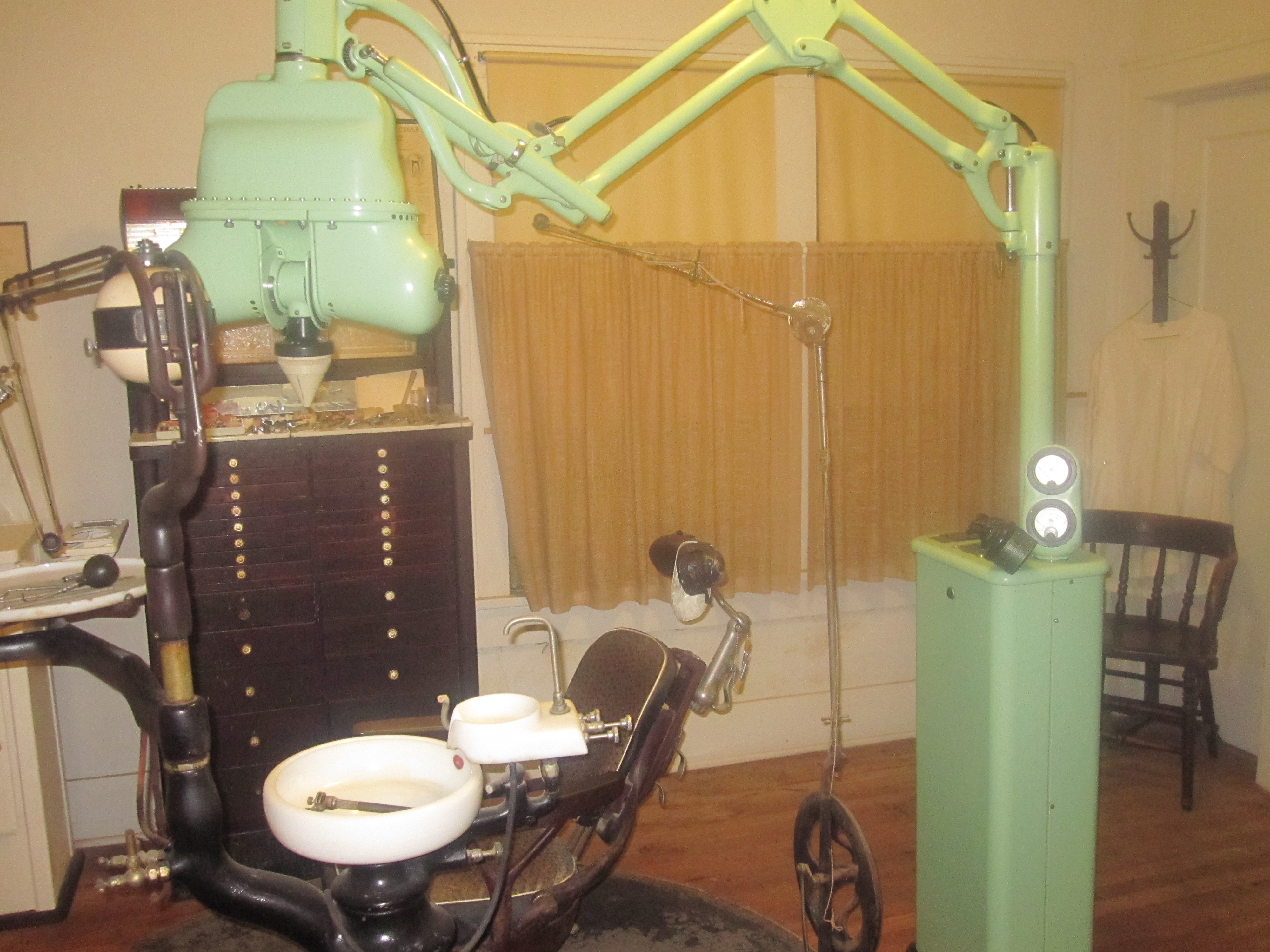
Early dental chair in Pioneer West Museum in Shamrock, Texas

ジョン・ハリスは、オハイオ州ロス郡のベインブリッジに世界で最初の歯科の学校を設立、健康の専門としての歯学教育を確立させた。これは1828年2月21日に開かれ、現在はハリス歯科博物館（英語: Harris Dental Museum）となっている。最初の歯科医学校（dental college）であるボルチモア歯科医学校は1840年に設立された。
歯学教育は国によって異なり、学部を卒業した者が進学する専門職大学院の方式を取る国と、学部教育で歯科医学教育を行う国がある。
卒業した国や、同じ国でも卒業した大学により、同じ症状でも異なった判断をすることが有る。例えば、イスラエルの歯学教育機関にて教育を受けた歯科医師は、南米や東ヨーロッパの歯学教育機関にて教育を受けた歯科医師よりも第三大臼歯を積極的に抜歯することが報告されている。

## 分科

### 基礎歯学
口腔顎顔面領域の学問であるため名称に『口腔』と付いてはいるが、実際には『解剖学』と『口腔解剖学』、『生理学』と『口腔生理学』……のように口腔と同時に全身を網羅した学習を行っている。 解剖学においては、遺体の全身を実際に解剖して修学することが歯科医学（口腔医学）を修めるために必須となっている。人体を取り扱う学問である以上、人体の構造・機能、疾患とその原因など医学研究の根拠となる知見を得るための学問分野である基礎医学と、ほぼ一致する。
- 口腔解剖学
- 口腔生理学
- 口腔病理学
- 口腔細菌学（口腔微生物学・口腔感染防御学）
- 口腔生化学
- 口腔組織学
- 口腔免疫学
- 歯科薬理学（歯科薬物学）
- 歯科理工学（口腔生体材料学）、（歯科材料学）

### 臨床歯学
- 口腔診断学
- 口腔内科学
- 歯科放射線学
- 予防歯科学
- 審美歯科学
- 歯科インプラント学
- 口腔再生学
- 障害者歯科学
- 高齢者歯科学（老年歯科学）

#### 外科系歯学
- 口腔外科学（口腔顎顔面外科学）
- 歯科麻酔学

#### 保存治療系歯学
- 保存修復学 8世紀にはう蝕による欠損に対する修復が行われていたが、学問として体裁を整えはじめたのは、19世紀末にグリーン・バーディマン・ブラックが体系化してからである[12]。
- 歯内療法学

#### 歯周治療系歯学
- 歯周治療学

#### 補綴系
- 歯科補綴学
  - クラウンブリッジ補綴学
  - 部分床義歯補綴学
  - 全部床義歯補綴学
  - 顎顔面補綴学
- 咬合学

#### 矯正歯学
- 歯科矯正学

#### 小児歯学
- 小児歯科学 小児科学が内科学から独立した経緯と同様、18世紀にヨーロッパにて孤児院から発展した小児病院において口腔疾患の臨床・研究が行われることで成立した[13]。

### 社会歯科学
- 社会歯科学
- 口腔衛生学（口腔保健学）
- 法歯学
- 歯学史

## 歴史

### 古代
古代においては、医学同様、歯学についても、各文明においてそれぞれに発達した。
古代エジプトにおいて、エーベルス・パピルスやエドウィン・スミス・パピルスには、それぞれ歯痛や歯肉炎についての薬物治療法、顎関節脱臼に対する治療法が記載として残されている。
メソポタミア文明や、中国文明においては、虫歯の原因は虫であるという概念が広まった。
インドではスシュルタ本典（英語: Sushruta Samhita）において、口腔清掃の必要性、歯ブラシや歯磨剤、歯石除去について記載されている。
古代ギリシアでは、ヒポクラテス全集に、幾つかの歯科疾患に関する記載のほか、長寿の人ほど歯の残存歯数が多い事がすでに記載されていたが、治療法は抜歯や焼灼などであった。
ローマ帝国においては、ケルルスがう蝕の治療法として、歯の黒い部分をこすり落とすことが必要であることや、矯正歯科についての記載を行ったほか、ガレノス全集には歯の解剖や髄腔穿通法、歯の漂白に関する記載もされていた。
中国では歯学の扱いは安定していなかった。殷において、医学の1分科とされた歯科口腔領域は周、春秋戦国時代では内科の中の消化器科の一分野とされ、秦漢にて再び独立した扱いとなった。杉本は、中国では歯科疾患は一部の王侯貴族の病気であり庶民の歯科疾患は少ないことから、疾病としての認識が少なく、そのために歯科疾患に用いられる漢字にも疒が用いられなかった  と報告している。

### 中世
この時期、歯学を含めた医学分野は東ヨーロッパ、イスラム世界において発達した。この時期の医学書には虫歯により空いた穴に乳香とミョウバンを混ぜたセメントを詰めることや歯の清掃、歯石除去、歯の再植術、歯の欠損部位にウシの骨で作った人工歯を入れる等の治療法が記載されていたが、モンゴルの侵入や内部崩壊などの結果、発達は止まることとなる。
ヨーロッパでは、16世紀に至るまで千年以上に渡り、ヒポクラテス医学、ガレノス医学、アビセンナ医学を信奉する各学派が絶対的権威として君臨しており、停滞が続いていた。
ルネサンスの影響により医学の近代化が進む事となるが、歯学の近代化は18世紀、ピエール・フォシャールの登場によって本格的にスタートした。

### ピエール・フォシャール以降
ピエール・フォシャールが1728年に出版した「歯科外科医、もしくは歯の概論」は歯学の分野における最初の包括的な医書である。この書により、門外不出の秘術を売り物としていた歯学を公にし、誰もが学べる学問とした。
これ以降、多くの高名な医師、歯科医師がその歯の診断・治療などを公開するようになり、歯学を大きく発達させることとなる。
19世紀に入ると、フランス革命の混乱やアメリカ合衆国の発展から有能な歯科医師のアメリカへの移住が進み、歯学の中心はアメリカへと移り変わった。その流れの中、1840年にボルチモアに世界で最初の歯学教育機関であるボルチモア歯科医学校が、1841年にはアメリカ歯科医師会が設立された。これ以降、ボルチモア歯科医学校を始めとする歯学教育機関により歯学は学問として体系化され、各分科の基礎が作られることとなった。

## 関連する人物
- アルフレッド・ギージー：歯科補綴学
- アール・パウンド：総義歯の人工歯排列法（リンガライズドオクルージョン等）の提唱
- エドワード・アングル：歯科矯正学
- グリーン・バーディマン・ブラック：G.V.ブラックの窩洞分類
- ジョージ・スノー：顔弓の発明
- ジョージ・モンソン：モンソンの球面学説
- ハーベイ・スタラード：ナソロジー
- ビバリー・マッカラム：ナソロジーの創始者
- フェルディナント・グラフ・スピー：スピーの彎曲
- ルドルフ・ハノー：咬合の5要素